# RARA
RARA (англ. Retinoic acid receptor alpha) – білок, який кодується однойменним геном, розташованим у людей на короткому плечі 17-ї хромосоми. Довжина поліпептидного ланцюга білка становить 462 амінокислот, а молекулярна маса — 50 771.
| 10         |  | 20         |  | 30         |  | 40         |  | 50         |
| ---------- |  | ---------- |  | ---------- |  | ---------- |  | ---------- |
| MASNSSSCPT |  | PGGGHLNGYP |  | VPPYAFFFPP |  | MLGGLSPPGA |  | LTTLQHQLPV |
| SGYSTPSPAT |  | IETQSSSSEE |  | IVPSPPSPPP |  | LPRIYKPCFV |  | CQDKSSGYHY |
| GVSACEGCKG |  | FFRRSIQKNM |  | VYTCHRDKNC |  | IINKVTRNRC |  | QYCRLQKCFE |
| VGMSKESVRN |  | DRNKKKKEVP |  | KPECSESYTL |  | TPEVGELIEK |  | VRKAHQETFP |
| ALCQLGKYTT |  | NNSSEQRVSL |  | DIDLWDKFSE |  | LSTKCIIKTV |  | EFAKQLPGFT |
| TLTIADQITL |  | LKAACLDILI |  | LRICTRYTPE |  | QDTMTFSDGL |  | TLNRTQMHNA |
| GFGPLTDLVF |  | AFANQLLPLE |  | MDDAETGLLS |  | AICLICGDRQ |  | DLEQPDRVDM |
| LQEPLLEALK |  | VYVRKRRPSR |  | PHMFPKMLMK |  | ITDLRSISAK |  | GAERVITLKM |
| EIPGSMPPLI |  | QEMLENSEGL |  | DTLSGQPGGG |  | GRDGGGLAPP |  | PGSCSPSLSP |
| SSNRSSPATH |  | SP         |  |            |  |            |  |            |

A: Аланін

C: Цистеїн

D: Аспарагінова кислота

E: Глутамінова кислота

F: Фенілаланін

G: Гліцин

H: Гістидин

I: Ізолейцин

K: Лізин

L: Лейцин

M: Метіонін

N: Аспарагін

P: Пролін

Q: Глутамін

R: Аргінін

S: Серин

T: Треонін

V: Валін

W: Триптофан

Кодований геном білок за функціями належить до рецепторів, фосфопротеїнів. 
Задіяний у таких біологічних процесах, як транскрипція, регуляція транскрипції, альтернативний сплайсинг. 
Білок має сайт для зв'язування з іонами металів, іоном цинку, ДНК. 
Локалізований у цитоплазмі, ядрі.